# バトルスキッパー
バトルスキッパーはトミーが1993年から1996年ごろに販売していた組立式ワイヤードコントロールロボット玩具である（後にユーメイトが完成品フックトイとして発売）。『コミックボンボン』でタイアップ漫画が連載され、また、美少女メカアクションものOVAとして『美少女遊撃隊バトルスキッパー』が製作された。
後に『ポケモン リモコンバトル』『サイボーグクロちゃん バトルボーグ』として再利用された。

## ラインナップ
（一般発売）
- BS01 レッド
- BS02 ブルー
- BS03 ホワイト
- BS04 ブラック
- BS05 スカルクロー
- BS06 ウニラー
- BS07 ミッドギア
- BS08 ガルメット
- BS09 モグロード
- BS10 ファランカー
- BS11 サメイドン
- BS12 ネオゼロ
- BS13 テスタロード
- BS14 スカイキャッツ
- BS15 スカルザウルス
- BS16 スーパーミッドギア
- BS17 レッドコロス
- コミックボンボンスペシャルセット
- コミックボンボンスペシャルセット２
- フックトイ　レッド（完成品）
- フックトイ　ブルー（完成品）

（イベント限定発売）
- BS-05-H01 スカルスワット
- BS-06-H02 コンバットウニラー
- BSX-03  メガダイバー
- BSX-04  ナイトウォーカー
- BSX-05  グランバスター
- フル可動ポーズシャーシ

## 漫画
痛快ロボット活劇バトルスキッパー
作：立石良雄、土信田和幸
『コミックボンボン』で1995年2月号から5月号まで連載。未単行本化。

## アニメ
美少女遊撃隊バトルスキッパー
OVA 1995年発売。全3巻。